# Neue Fundgrube (Lugau)

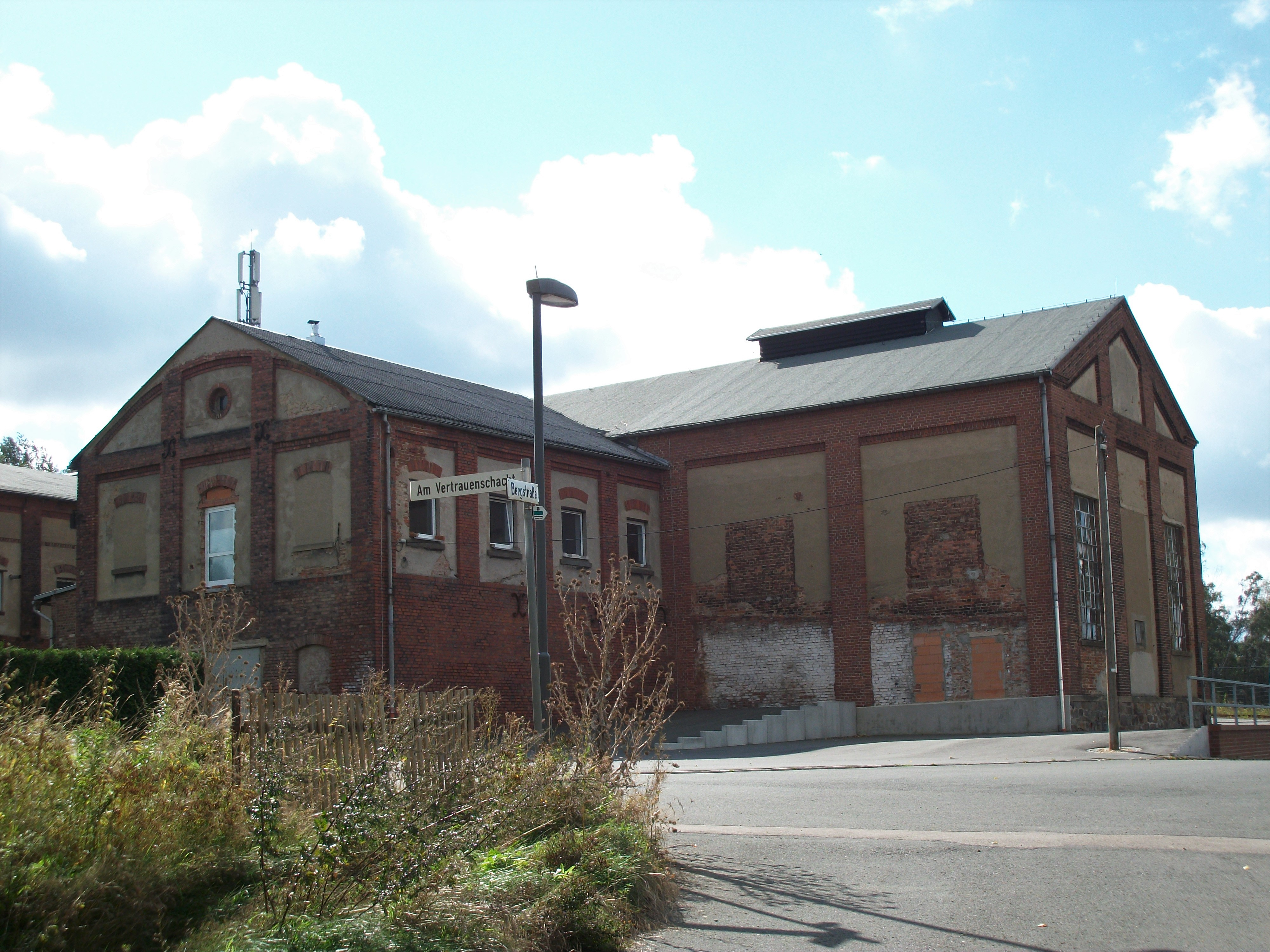
Vertrauenschacht (Lugau), Gebäude

Die Neue Fundgrube in Lugau war der einzige Schacht des 1855 gegründeten Zwickau–Lugauer Steinkohlenbauvereins. Sie befand sich, wie auch der Gottes-Segen-Schacht, auf dem Höhenzug zwischen Lugau und Oelsnitz. Im Jahr 1869 wurde die Neue Fundgrube unter dem Namen Vertrauenschacht neu aufgewältigt. In den Jahren 1973/1974 erfolgte die Verfüllung.

## Lage

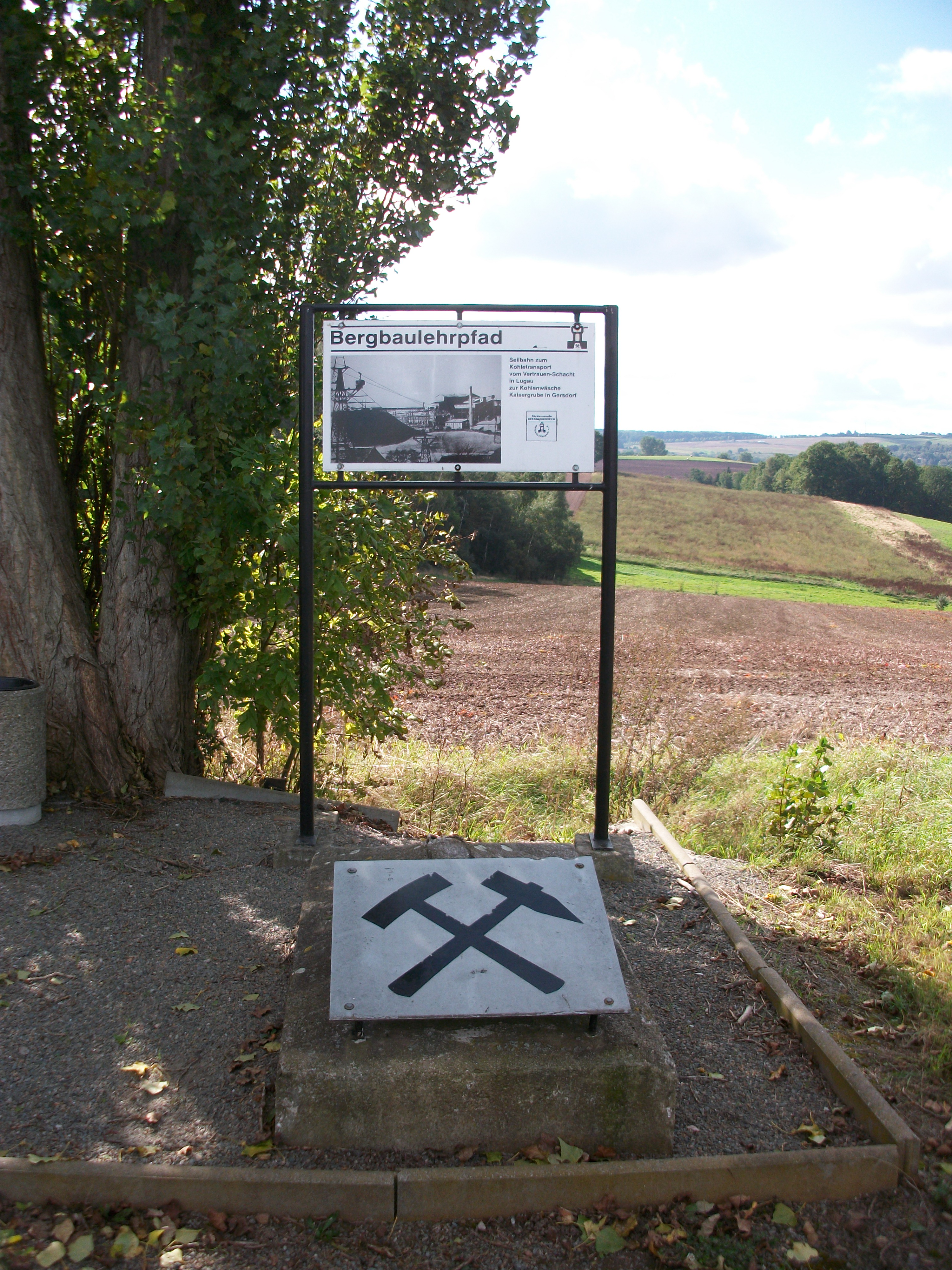
Reste der Transportseilbahn Vertrauenschacht–Kaisergrube

Der Vertrauenschacht befindet sich im westlichen Stadtgebiet von Lugau. Die Straßen Am Vertrauenschacht und Vertrauenschachtstraße weisen auf seine Lage hin. Am Standort sind einige Schachtgebäude und die Halde erhalten. Ein Denkmal in Form eines Hunts weist auf die Geschichte der Grube, das Grubenunglück von 1867 und die Seilbahn zum Kohletransport zur Kohlenwäsche Kaisergrube in Gersdorf hin.

## Geschichte
Mit dem Abteufen des Schachtes wurde 1856 begonnen, nachdem 1844 in Lugau Steinkohle entdeckt worden war. Im Jahre 1862 erhielt die Grube einen Gleisanschluss.

### Unglück von 1867

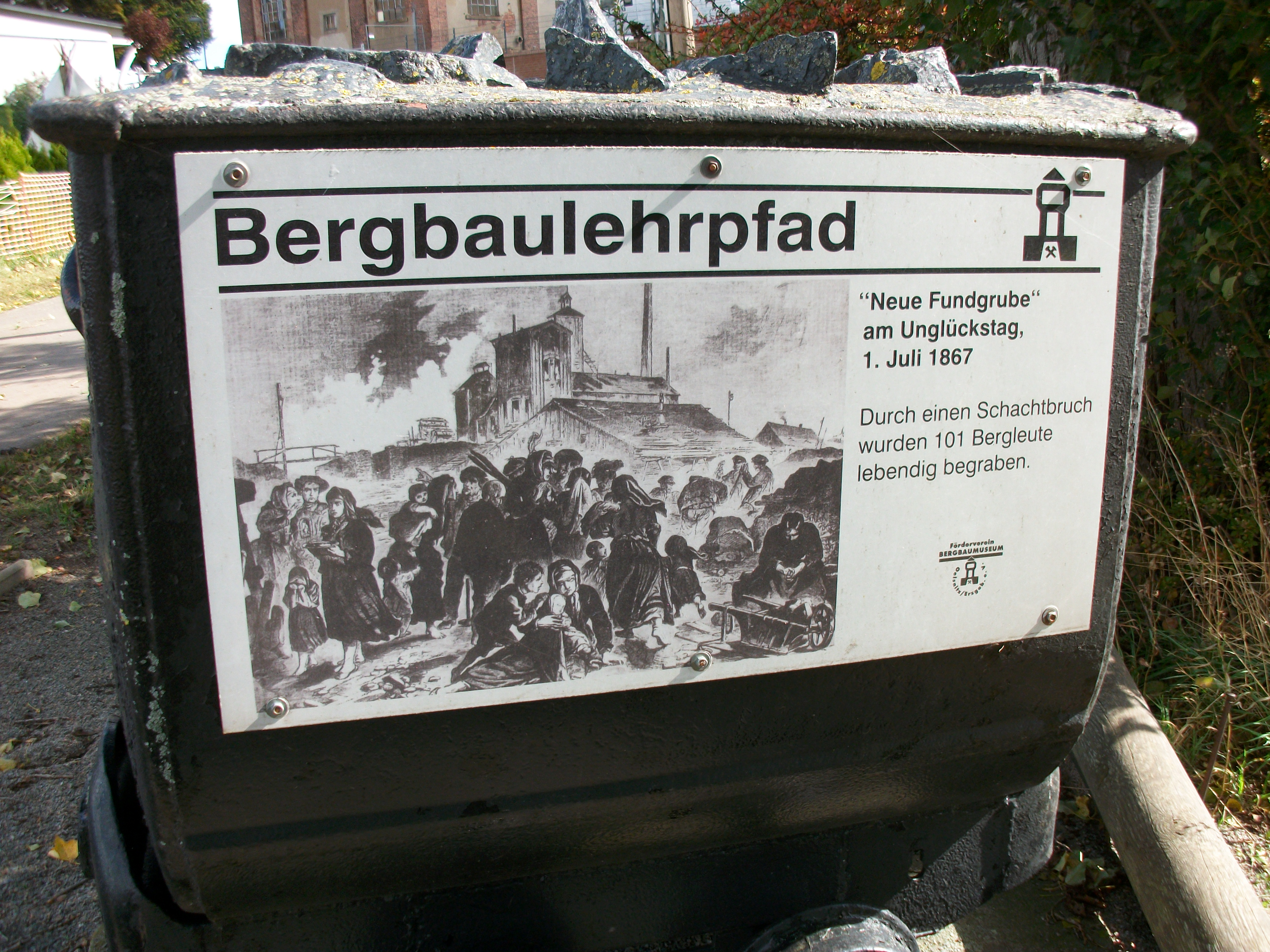
Bergbaulehrpfad Lugau–Oelsnitzer Steinkohlerevier, Infotafel Unglück an der Neuen Fundgrube

Am 1. Juli 1867 ereignete sich ein Schachtbruch, bei dem alle 101 Bergleute der Frühschicht ihr Leben verloren. Er gehört zu den schweren Grubenunglücken in Deutschland. Ursache war die Ausspülung des Gebirges hinter dem Schachtausbau. Als dieser die Last der Bruchmassen nicht mehr zu tragen vermochte, brach die Vertonnung. Die Gesteinsmassen stürzten in den Schacht, wodurch dieser luftdicht verschlossen wurde. Sofort eingeleitete Rettungsmaßnahmen blieben erfolglos, da die Massen immer weiter nachbrachen. Der Direktor des Zwickau–Lugauer Steinkohlenbauvereins erlitt einen Nervenzusammenbruch, woraufhin die Arbeiten vom Direktor des benachbarten Gottes-Segen-Schachtes geleitet wurden.
Die Unglücksnachricht verbreitete sich schnell in den umliegenden Gemeinden, und die Angehörigen der Bergleute eilten in großer Zahl zum Schacht. Doch trotz aller Forderungen und Anstrengungen konnte der Schacht nicht gehalten werden und wurde am 11. Juli aufgegeben. Um ein weiteres Nachbrechen zu verhindern, begann man den Schacht mit Haldenmassen zu verstürzen. Diese Arbeiten wurden im September abgeschlossen.
Die in der Grube befindlichen Bergleute erstickten.

#### Folgen des Unglücks

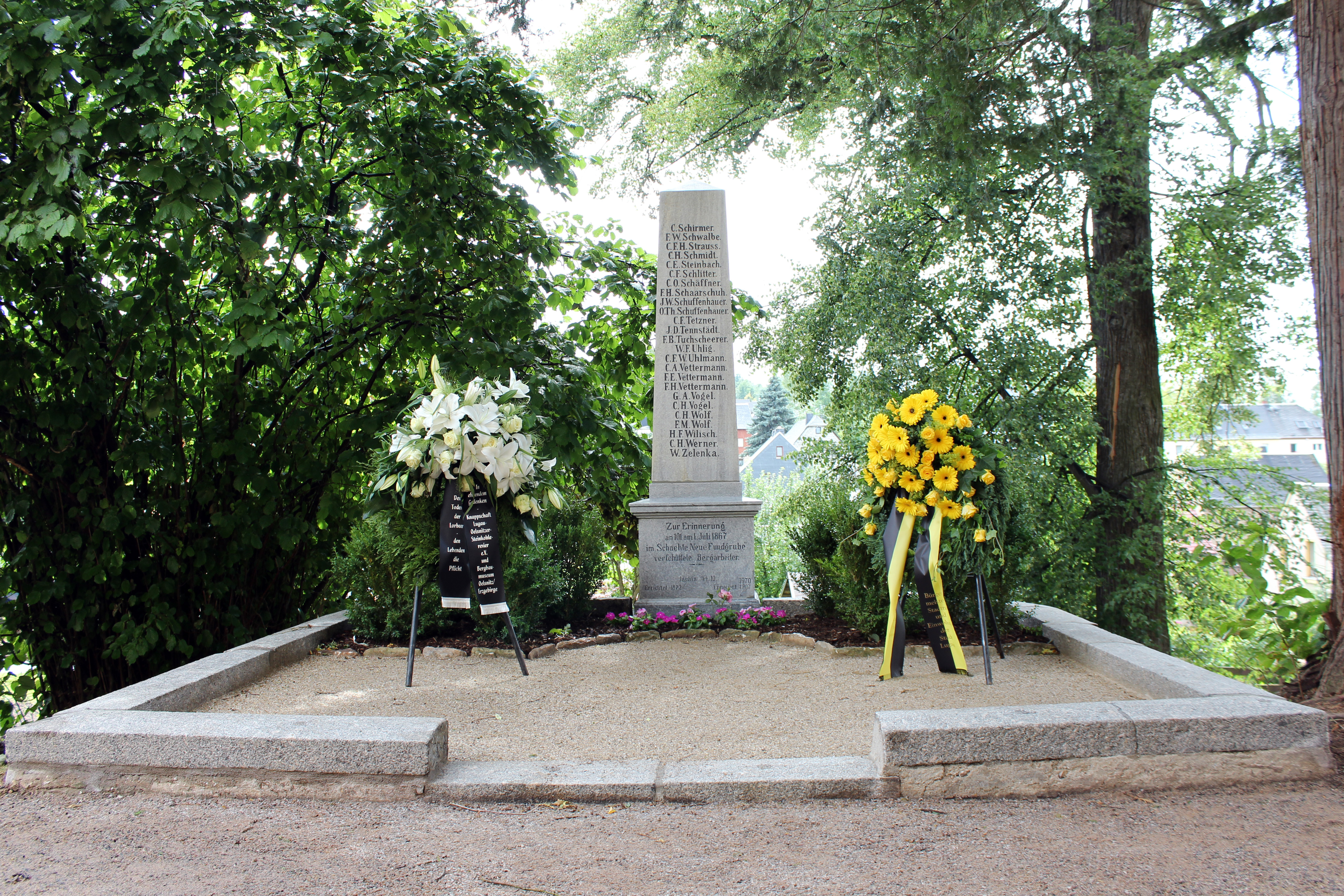
Obelisk an der Lugauer Kirche

Das Unglück führte zu einer weltweiten Solidaraktion für die Witwen und Waisen.
Unfälle wie dieser führten zum Ruf nach einer stärkeren Verantwortung der Bergwerksbetreiber.
Das sächsische Oberbergamt nahm das Grubenunglück zum Anlass, die schon vorher erhobene Forderung durchzusetzen, dass jedes Bergwerk mindestens zwei voneinander unabhängige Ausgänge haben muss.
Der Zwickau–Lugauer Steinkohlenbauverein ging in Konkurs.

### Aufwältigung

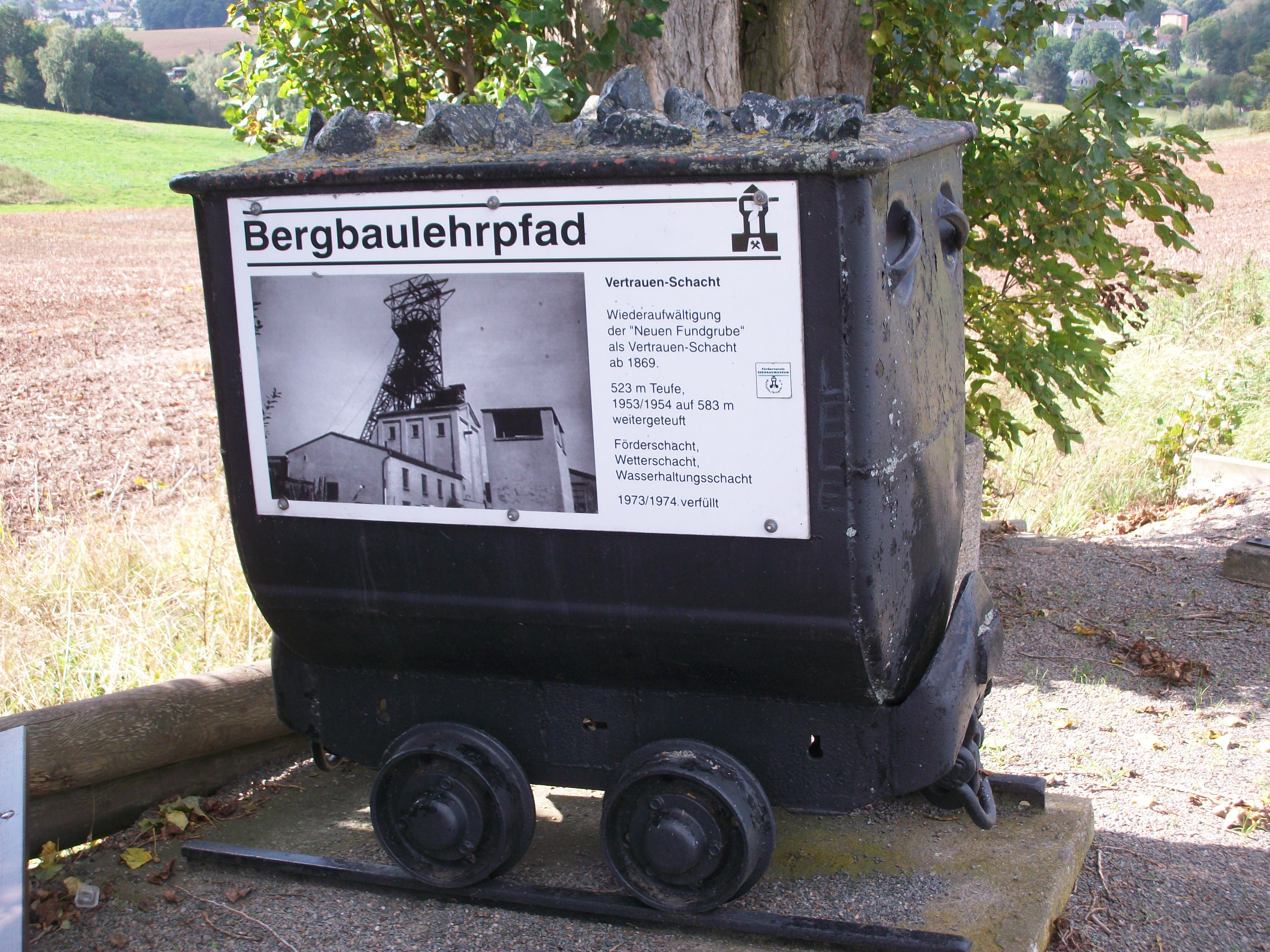
Bergbaulehrpfad Lugau–Oelsnitzer Steinkohlerevier, Infotafel Vertrauensschacht (Lugau)

1869 wurde der Lugauer Steinkohlenbauverein gegründet, der am 6. Oktober 1869 begann, den verbrochenen Schacht unter dem Namen Vertrauenschacht wieder aufzuwältigen. Im Juli 1872 fand man die sterblichen Überreste der verunglückten Bergleute und bestattete sie in einem Gemeinschaftsgrab. Für die Bergleute wurde ein Obelisk an der Lugauer Kirche errichtet.